# Tomogenius latipes
Tomogenius latipes är en skalbaggsart som först beskrevs av Thomas Broun 1881.  Tomogenius latipes ingår i släktet Tomogenius och familjen stumpbaggar. Inga underarter finns listade i Catalogue of Life.